# Пенья, Тори
Викто́рия «То́ри» Пе́нья (англ. Victoria 'Tori' Peña; род. 30 июля 1987 года) — прыгунья с шестом мексиканского происхождения с двойным гражданством США и Ирландии, выступающая за Ирландию в соревнованиях ИААФ.

## Карьера
Личный рекорд Пеньи в 4,35 метра (14 футов 3 1⁄2 дюйма) был установлен незадолго до того, как она получила ирландское гражданство (благодаря ирландским корням бабушки), но этого было достаточно, чтобы претендовать на участие в чемпионате Европы по лёгкой атлетике в Барселоне. В июле 2010 года ирландка выиграла национальный чемпионат на стадионе «Мортон» с ирландским рекордом 4,15 метра, который она затем повторила и в столице Каталонии. На чемпионате Европы по лёгкой атлетике в помещении 2011 года она установила ирландский рекорд в помещении — 4,35 метра, который позднее увеличила до 4,45 метра в 2012 году. 27 апреля 2012 года на мероприятии San Diego Triton Invitational она установила ирландский рекорд на открытом воздухе — 4,52 метра. Это позволило ей принять участие в Олимпийских играх 2012 года, в квалификационном раунде которых она провалила начальную высоту в 4,10 метра. Также неудачно она выступила и четыре года спустя в Рио-де-Жанейро.